# Rot-Weiss Essen
El Rot-Weiss Essen es un club de fútbol de Alemania, de la ciudad de Essen en Renania del Norte-Westfalia fundado el 1 de febrero de 1907 y milita en la tercera categoría del fútbol nacional, la 3. Liga.
No es un equipo muy conocido en Europa, pero en ciertas partes de Alemania se considera un equipo histórico por haber sido uno de los vencedores del campeonato alemán, hoy en día la Bundesliga, además de haber participado en la primera Copa de Europa por este motivo.

## Uniforme

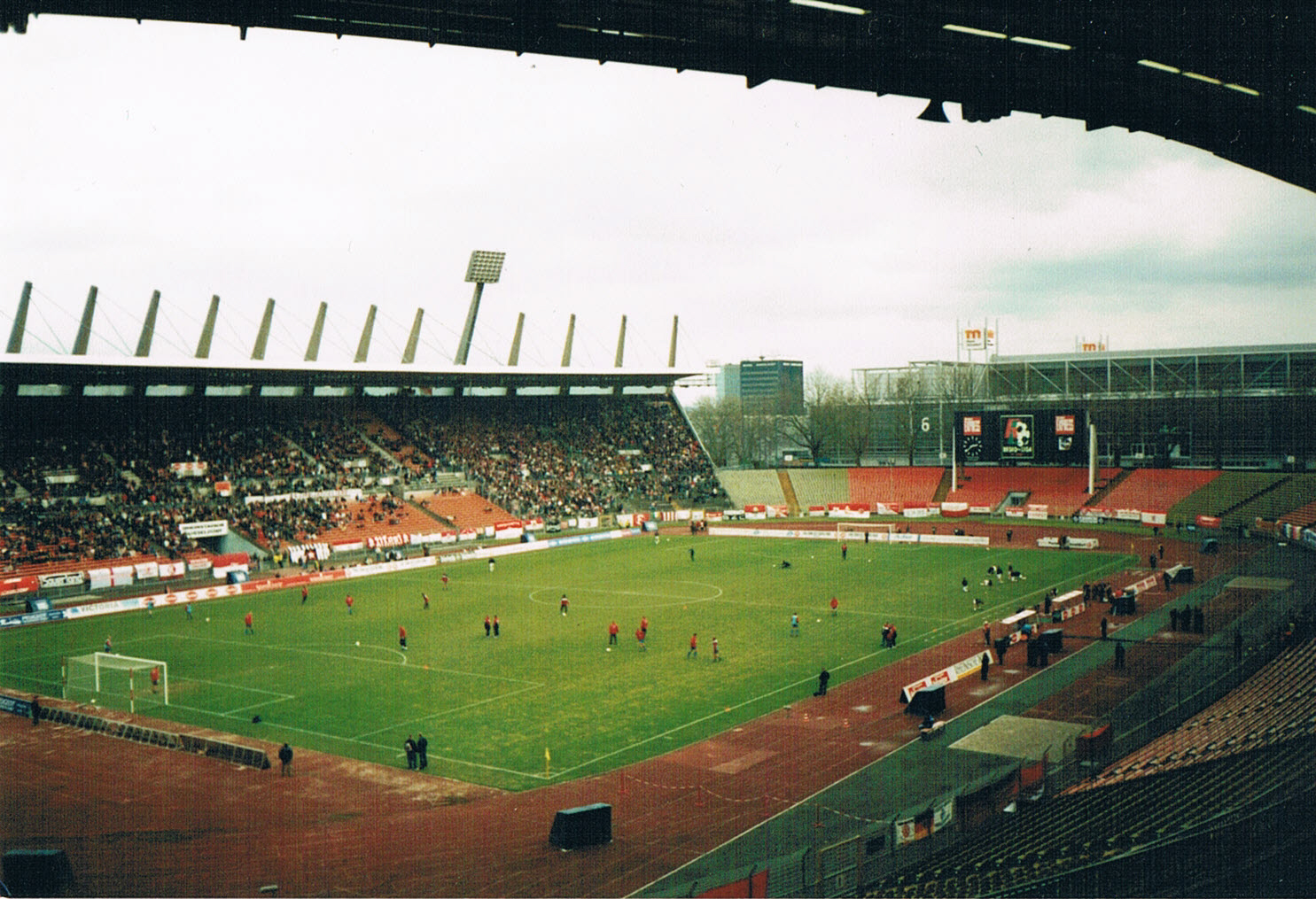

- Uniforme titular: Camiseta roja-blanca, pantalón blanco, medias blancas.
- Uniforme alternativo: Camiseta negra, pantalón negro, medias negras.

| 1993-94 | 2014-15 |

## Instalaciones

### Estadio

#### Stadion Essen

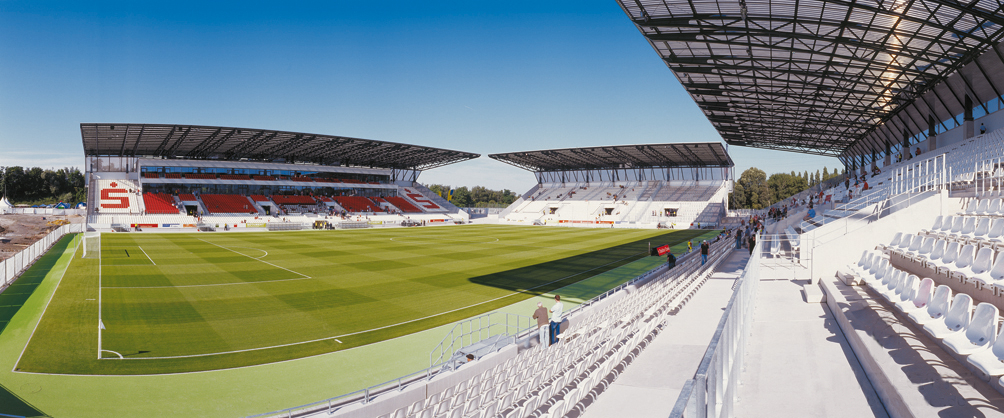
Vista panorámica del Stadion Essen.

El Rot-Weiss Essen juega de local en el Stadion Essen, ubicado en Essen, Renania del Norte-Westfalia.
El estadio fue inaugurado oficialmente el 12 de agosto de 2012, con un partido entre los sub-19 del Rot-Weiss Essen y del Borussia Dortmund (3-2). Posteriormente, el club femenino SGS Essen jugó contra el Eintracht Frankfurt. Durante el último partido, los jugadores del Frankfurt fueron reemplazados después de 80 minutos por once jugadores masculinos de Rot-Weiss Essen.
La última grada se terminó poco antes del inicio de la temporada 2013-14. Para esta ocasión, el 8 de agosto se celebró un partido inaugural entre Rot-Weiss Essen y Werder Bremen (0-2) frente a 11 513 espectadores.

## Palmarés

### Torneos nacionales
- Campeonato Alemán de fútbol (1): 1955.
- Copa de Alemania (DFB Pokal) (1): 1952-53.
- Campeonato Amateur de Alemania (1): 1991-92.
- Regionalliga West (1): 2021-22
- Copa de Baja Renania (10): 1993, 1995, 2002, 2004, 2008, 2011, 2012, 2015, 2016, 2020

## Participación en competiciones europeas
| Temporada | Competición    | Ronda | Club         | Cómputo global | Ida     | Vuelta  |
| --------- | -------------- | ----- | ------------ | -------------- | ------- | ------- |
| 1955/56   | Copa de Europa | 1/8   | Hibernian FC | 1-5            | 0-4 (C) | 1-1 (F) |